# C20H24O8
化学式C20H24O8（摩尔质量：392.404 g/mol）可能指：
- 蠕形青霉素，CAS号：37244-00-1
- 斑鸠菊醇（義大利語：Vernodalolo），CAS号：20831-76-9

|  | 这个同类索引页列出了具有相同分子式的化学物（即同分異構體）条目。 除非您是有意链接至本页，否则应将相应条目的内部链接指向正确的条目。 |